# Solomon Lefschetz
Solomon Lefschetz (ur. 3 września 1884, zm. 5 października 1972) – amerykański matematyk żydowskiego pochodzenia. Jego główną zasługą były prace nad topologią algebraiczną, geometrią algebraiczną oraz teoria nieliniowych równań różniczkowych zwyczajnych. Od jego nazwiska pochodzi nazwa teorii Picarda–Lefschetza.

## Życiorys
Urodził się w Moskwie w rodzinie żydowskiej (jego rodzicami pochodzili z Imperium Osmańskiego), która wkrótce potem przeniosła się do Paryża. Studiował inżynierię na École Centrale Paris, a w 1905 r. wyemigrował do USA.